# Rue Roger-Bacon
La rue Roger-Bacon est une voie du 17e arrondissement de Paris, en France.

## Situation et accès
La rue Roger-Bacon est une voie publique située dans le 17e arrondissement de Paris. Elle débute au 36, rue Guersant et se termine au 63, rue Bayen. Un établissement scolaire nommé Blanche-de-Castille s'y situe, c'est une école maternelle et primaire.

## Origine du nom
Elle porte le nom du moine et physicien anglais Roger Bacon (1214-1294).
À l'origine, Roger Bacon est le nom d'un des propriétaires du terrain, de la même famille que ceux qui ont donné leur nom à la rue Émile-Allez et la rue Aumont-Thiéville[réf. souhaitée].

## Historique
Cette voie, ouverte vers 1872, est classée dans la voirie parisienne par un décret du 23 mai 1906 et prend sa dénomination actuelle par un arrêté du 24 juin 1907.

## Bâtiments remarquables et lieux de mémoire
En 1928, la championne Violette Morris ouvre un magasin d’accessoires automobiles, Spécialités Violette Morris, au no 6 de la rue.